# Émile Masson senior

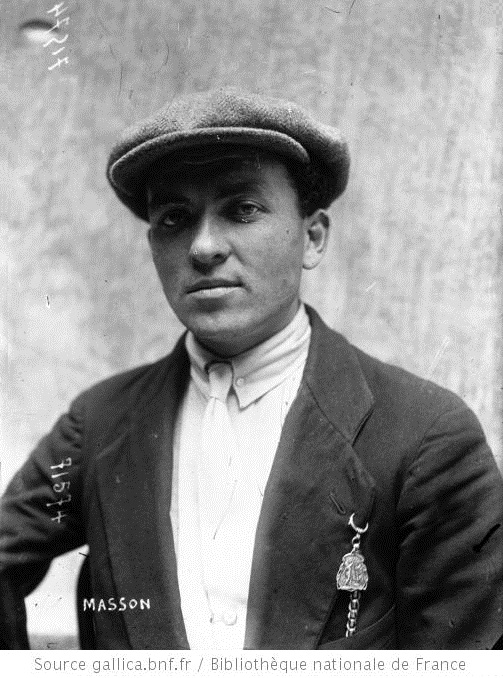
Émile Masson (1919)

Émile Masson senior (* 16. Oktober 1888 in Morlanwelz; † 25. Oktober 1973 in Bierset) war ein belgischer Radrennfahrer.
Émile Masson sen. war Profi-Rennfahrer von 1913 bis 1925. Zuvor war er 1912 Dritter der Belgien-Rundfahrt der Amateure geworden, 1913 hatte er Platz zwei belegt. 1919 sowie 1923 gewann er die Rundfahrt als Profi. Ebenfalls 1923 gewann er Bordeaux–Paris.
Siebenmal nahm Masson an der Tour de France teil. 1920 trug er zwei Tage lang das Gelbe Trikot und wurde Fünfter der Gesamtwertung, 1922 gewann er zwei Etappen und kam als Elfter in Paris an, 1925 beendete er die Tour als 22.
Émile Masson sen. war der Vater des Rennfahrers Émile Masson jr., der nach dem Zweiten Weltkrieg zweimal Belgischer Straßenmeister wurde und 1946, 23 Jahre nach seinem Vater, das Rennen Bordeaux-Paris gewann. Nach dessen Sieg fuhren beide gemeinsam die Ehrenrunde im Pariser Prinzenparkstadion.